# 안토노프 항공
안토노프 항공(영어: Antonov Airlines, 우크라이나어: Авіалінії Антонова)은 우크라이나의 화물 항공사로 본사는 우크라이나 호스토멜에 위치해 있으며 1989년에 설립했다. 허브 공항으로 호스토멜에 위치한 호스토멜 공항이 있으며 자회사는 항공기 제조사인 안토노프이다.

## 보유 기종
- 2022년 3월 기준으로 안토노프 항공은 다음과 같은 기종을 보유하고 있으며 평균 기령은 32.19년이다.[1][2]

### 퇴역 기종
- 안토노프 An-22 안타에어스 1대
- 안토노프 An-12 2대 (저장 중)
- 안토노프 An-26 1대
- 안토노프 An-74 1대
- 안토노프 An-28 1대 (안토노프 설계국)
- 안토노프 An-32 1대 (안토노프 설계국)
- 안토노프 An-74T-100 1대
- An-124-100 3대
- 안토노프 An-140 1대 (안토노프 설계국)
- 안토노프 An-148 1대 (안토노프 설계국)
- 안토노프 An-225 므리야 1대 (폭격으로 파괴됨)

## 사진

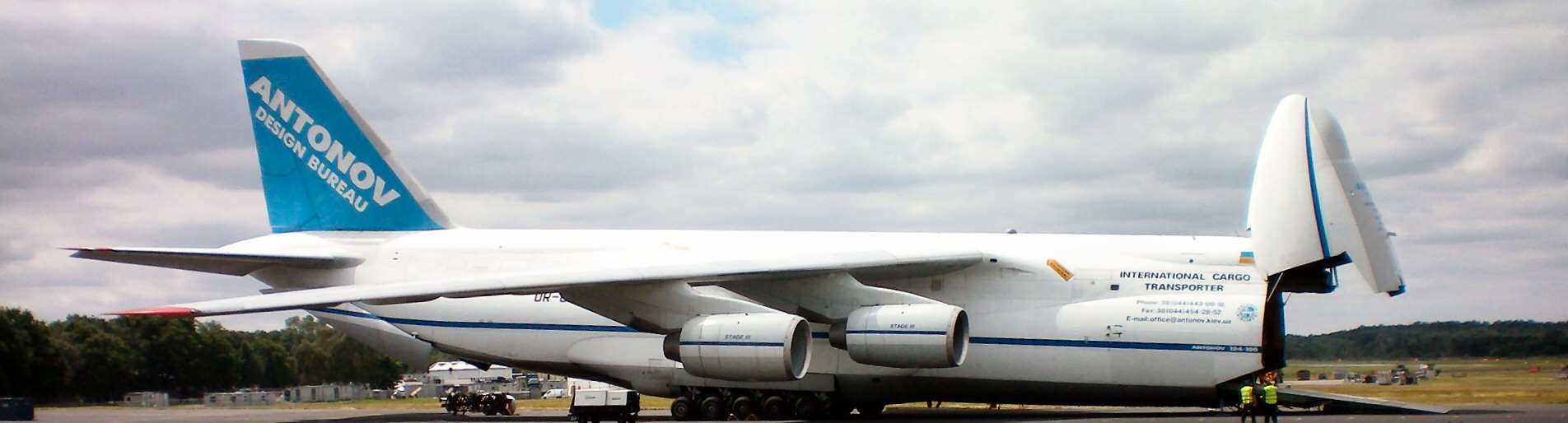
안토노프 항공의 안토노프 An-124

## 같이 보기
- 에어브리지 카고 에어
- 볼가 드네포르 항공
- 안토노프